# Borz衝鋒槍
Borz衝鋒槍（車臣語：Борз，意為「狼」）是一款在車臣共和國生產的低成本土制衝鋒槍。該種武器在1992年至1999年期間少批量生產，主要供給車臣武裝份子使用。此外，在2022年俄羅斯入侵烏克蘭期間，有部份隸屬烏克蘭國土防衛軍的車臣志願者在工場自製Borz衝鋒槍作抵抗俄羅斯入侵的武器。

## 設計

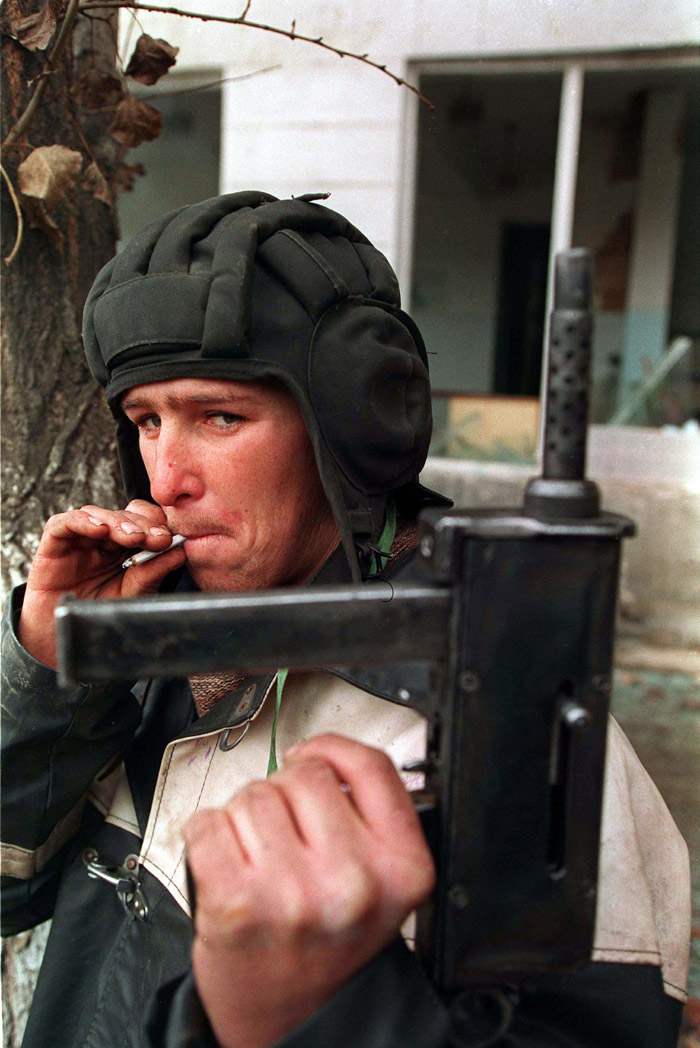
一名車臣武裝份子與他的Borz衝鋒槍.

Borz最初只是亞美尼亞K6-92衝鋒槍的仿製品，而K6-92本身在設計上則是明顯地參考前蘇聯的PPS衝鋒槍。但是，Borz的某些變種槍與K6-92相差得多，這是因為Borz並沒有主要的生產商，加上這個名字當中包含了許多由車臣人手工製造的衝鋒槍。後來一些在90年代末期生產的變種槍更不依照原本的設計，並設有跟烏茲衝鋒槍一樣的包絡式槍機，這些型號都被稱作「第二代Borz」，當中有部份更能裝上抑制器和使用40發容量的長彈匣。
Borz的第一代型號是在格羅茲尼的赤紅工廠（Krasniy Molot）生產。然而，該生產商在第一次車臣戰爭期間倒閉，因此後來改在地下工場生產。據說，只有數百枝Borz在原廠生產。
Borz是一種低成本武器，而且易於生產。當時在車臣境內，Borz的單價只需100元。在生產槍身時可以把長方形鋼管與防麈蓋建在頂部，槍管可以建在前部或者後部；其槍機與PPS相似，而在彈匣方面則以MP40作基礎；扳機結構跟馬德森M50相似，亦可選擇半自動或全自動射擊。拋殼系統及拉機柄也跟馬德森M50相似。

## 發展
Borz衝鋒槍是一種配合突襲性戰術的武器，並有細小及輕便的優點，足以填補它的差劣品質。然而由於其價格便宜及品質差劣，所以通常只會被使用一次，在武裝份子從敵軍手上繳獲到精良武器後就會把Borz丟棄。
Borz雖有不少優點，例如：重量低、細小以令其方便攜帶及容易生產等。但此槍的品質非常差劣，而且精確度很低。導致其精確度低的原因包括：此槍沒有瞄具或瞄具設計不良，加上沒有槍托，而槍管更以差劣的金屬製成。

## 外部連結
- Restive Iraqi Province to Censor Clerics（页面存档备份，存于）
- K6-92 / Borz submachine gun (Armenia / Russia)